# Coelia
Coelia Lindl., 1830 è un genere di piante della famiglia delle Orchidacee, diffuso in Messico, in America centrale e nei Caraibi.

## Descrizione

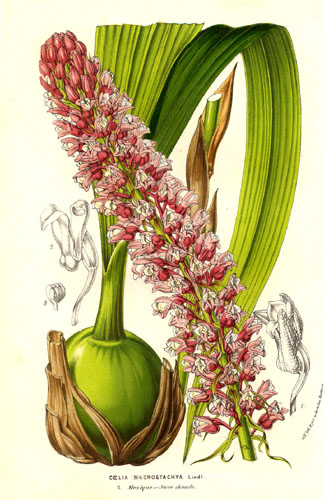

Il genere comprende specie sia terrestri che epifite, caratterizzate da grossi pseudobulbi ovoidali di colore verde oliva brillante, da cui si originano sino a 5 foglie apicali, lanceolate, ed una infiorescenza racemosa densa, formata da numerosi piccoli fiori carnosi, intensamente profumati..

## Tassonomia
Il genere comprende le seguenti specie:
- Coelia bella (Lem.) Rchb.f.
- Coelia densiflora Rolfe
- Coelia guatemalensis Rchb.f.
- Coelia macrostachya Lindl.
- Coelia triptera (Sm.) G.Don ex Steud.